# Gary Manuel
Gary Manuel (ur. 20 lutego 1950) – australijski piłkarz. Grał na pozycji napastnika.

## Kariera klubowa
Gary Manuel w czasie kariery piłkarskiej występował w Sydney Prague, który występował w I lidze stanu Nowa Południowa Walia. Podczas Mistrzostw Świata 1974 Manuel był zawodnikiem innego klubu z Sydney – Pan Hellenic.

## Kariera reprezentacyjna
Gary Manuel zadebiutował w reprezentacji 10 października 1969 w wygranym 3-1 meczu z Japonią w Seulu w eliminacjach Mistrzostw Świata 1970. Na następne mecze w reprezentacji Manuel musiał czekać do 1974. W tym samym roku został powołany na Mistrzostwa Świata 1974. Na turnieju w RFN Manuel był rezerwowym i nie wystąpił w żadnym spotkaniu. Ostatni raz w reprezentacji zagrał 28 maja 1974 w meczu z Izraelem. Ogółem w latach 1969–1974 wystąpił w 4 spotkaniach.